# Wer ein Paar Holzlatschen abgelaufen hat
Wer ein Paar Holzlatschen abgelaufen hat ist ein Kurzdokumentarfilm von Gabriele Denecke von 1975.

## Inhalt
Der Film beschreibt in ruhigen Bildern die Tätigkeiten einiger Arbeiter im Sandsteinabbau in Reinhardtsdorf bei Bad Schandau. Die körperlich schwere Arbeit erfordert eine harmonische Zusammenarbeit und eine starke Identifikation mit dem Beruf. Er bietet aber auch eine starke Verbindung zur Natur. Die Männer erzählen auch von den schwierigeren Bedingungen der Vergangenheit.
Wer einmal ein Paar Holzlatschen abgelaufen hat, der bleibt wahrscheinlich für immer dabei.

## Hintergründe
Wer ein Paar Holzlatschen abgelaufen hat war der Hauptprüfungsfilm von Gabriele Denecke in ihrem Regiestudium an der Hochschule für Film und Fernsehen in Babelsberg.
Sie konnte den Stoff selber wählen und entschied sich für eine Darstellung dieser poetischen Tätigkeit. Er war auch der Meisterfilm des Kameramanns Eberhard Geick.
Der Film wurde beim Internationalen Dokumentarfilmfestival in Leipzig am 26. November 1975 erstmals öffentlich aufgeführt. Danach wurde er bei Retrospektiven bei der Berlinale 1978, zweimal im Filmmuseum Potsdam 1999 sowie beim Dokumentarfilmfest Leipzig 2022 mit jeweils mehreren weiteren Babelsberger Studentenfilmen gezeigt.